# Talladega
Talladega – miasto w Stanach Zjednoczonych, w stanie Alabama, stolica hrabstwa Talladega.

## Demografia
Według spisu w 2020 roku liczy 15,9 tys. mieszkańców. Znajduje się 80 km na wschód od Birmingham. W roku 2023 liczba mieszkańców spadła do 14 768 osób, a gęstość zaludnienia do 218,1 osoby/km².